# لاس بنتاس کن پنیا آگیلرا
لاس بنتاس کن پنیا آگیلرا (به اسپانیایی: Las Ventas con Peña Aguilera) یک شهرستان در اسپانیا است که در استان تولدو واقع شده‌است.

## خصوصیات
لاس بنتاس کن پنیا آگیلرا ۱۳۹ کیلومترمربع مساحت و ۱٬۳۵۱ نفر جمعیت دارد و ۷۹۲ متر بالاتر از سطح دریا واقع شده‌است.